# لورين وليامس
لوريس وليامس (بالإنجليزية: Lauryn Williams)‏ هي عدائة مسافات قصيرة أمريكية ولدت في يوم 11 سبتمبر 1983 في مدينة روتشستر في الولايات المتحدة، تخصصت في سباقات 100 متر، وأبرز إنجازاتها تحقيقها الميدالية الذهبية في سباق 4×100 متر تتابع في دورة الألعاب الأولمبية الصيفية 2012 في لندن مع الفريق الأمريكي وهي صاحبة الرقم القياسي مع الفريق ب40.82 ثانية، كما حققت الميدالية الفضية في سباق 100 متر في دورة الألعاب الأولمبية الصيفية 2004 في أثينا.

## روابط خارجية
- لورين وليامس على موقع الاتحاد الدولي لألعاب القوى (الإنجليزية)
- لورين وليامس على موقع الاتحاد الأمريكي لسباقات المضمار والميدان (الإنجليزية)
- لورين وليامس على موقع الدوري الماسي (الإنجليزية)
- لورين وليامس على موقع IBSF (الإنجليزية)
- لورين وليامس على موقع أوليمبيديا (الإنجليزية)
- لورين وليامس على موقع اللجنة الأولمبية والبارالمبية الأمريكية (الإنجليزية)